# La Mitra
La Mitra é uma cidade do Panamá, na província de Panamá.

## fontes
- World Gazeteer: Panama - World-Gazetteer.com (em inglês)